# Parocyusa longitarsis
Parocyusa longitarsis är en skalbaggsart som först beskrevs av Wilhelm Ferdinand Erichson 1839.  Parocyusa longitarsis ingår i släktet Parocyusa, och familjen kortvingar. Arten har ej påträffats i Sverige.